# 鄭瑞城
鄭瑞城（1946年11月6日—），臺北縣蘇澳區蘇澳鎮南方澳（今屬宜蘭縣）人，台灣新聞傳播學者。曾任中華民國教育部部長、國立政治大學校長、傳播學院院長。

## 生平
鄭瑞城畢業於宜蘭縣羅東鎮成功國民小學，後考上宜蘭中學。鄭瑞城在宜中時成績優秀，在當時可保送臺北市立建國高級中學，但堅持讀完宜中的高中部。高中時代選擇了自然組，畢業後考上國立政治大學。畢業於國立政治大學新聞系，並擁有美國俄亥俄州立大學新聞學院碩士、俄亥俄州立大學傳播系博士等學位。曾任政大新聞系主任、新聞研究所所長、傳播學院院長，2000年當選政大校長並連任。2006年為方便接棒者嫻熟校務，決定提早三個月卸職。任內主動提案欲更改政大校歌、校訓、校旗、校徽。
2008年5月20日，獲行政院長劉兆玄提名為內閣閣員，擔任教育部長。在教育部長任內，鄭瑞城擱置了先前修訂完成的國文科與歷史科98課綱，聘請王曉波等人進行課綱調整，展開臺灣高中歷史課綱微調案。另外也實施「大專畢業生至企業職場實習方案」，是之後俗稱22K的實習方案。
2009年9月10日，卸任教育部長。

## 家庭
已婚，妻為曾任台灣大學管理學院教授、世新大學管理學院院長徐木蘭(已故)。